# Neaspilota vernoniae
Neaspilota vernoniae är en tvåvingeart som först beskrevs av Friedrich Hermann Loew 1861.  Neaspilota vernoniae ingår i släktet Neaspilota och familjen borrflugor. Inga underarter finns listade i Catalogue of Life.